# Fino a toccare il cielo
Fino a toccare il cielo è un EP del 1996 di Marina Barone, pubblicato, prodotto e distribuito in formato CD da Duck Record.

## L'EP
Il disco contiene quattro brani inediti (ricalcando la formula del Qdisc) che fungono da promozione ed anticipazione al successivo album della cantante, che verrà pubblicato nell'ottobre del 1997, intitolato Fragili.

## Tracce
1. Il candore dei bambini – 4:04 (testo: Marina Barone – musica: Guido Guglielminetti)
2. Ti voglio dire – 3:53 (testo: Marina Barone – musica: Giò Tortorelli)
3. Travel train – 3:42 (testo: Marina Barone – musica: Ivan Suardi)
4. Conta su di te – 3:50 (testo: Marina Barone – musica: Paolo Baldan Bembo)

Durata totale: 15:29

## Formazione

### Gruppo
- Marina Barone: Voce
- Paolo Baldan Bembo: Tastiera
- Guido Guglielminetti: Basso
- Lucio Bardi: Chitarra
- Lalla Francia: Cori
- Lola Feghaly: Cori

### Produzione
- Produzione Artistica ed Esecutiva: Bruno Barbone
- Arrangiamenti: Paolo Baldan Bembo e Guido Guglielminetti
- Editing: Massimo Spinosa
- Fotografia cover: Emilio Tremolada